# 孝烈皇后
孝烈皇后（こうれつこうごう）は、明の嘉靖帝の3人目の皇后。姓は方氏。

## 経歴
南直隷江寧の人。庶民の方鋭の長女として生まれる。嘉靖10年（1531年）に選抜されて後宮に入り、徳嬪となった。嘉靖13年（1534年）、皇后張氏が廃されると、その10日後に皇后に立てられた。嘉靖21年（1542年）2月、父の方鋭は安平侯に封じられた。方皇后は謙虚で献身的な性格で、後宮に道教儀式を取り入れる嘉靖帝の命に従いながら、陰で宮中の不満を抑える役割も担っていた。
嘉靖21年10月、15人の宮女が熟睡中の嘉靖帝を絞殺しようとした暗殺未遂事件（壬寅宮変）が起こった。宮女の一人・張金蓮が事を皇后に急告して、皇后は嘉靖帝を救い、宮女らを捕らえさせた。嘉靖帝は危篤状態で、御医・許紳の応急手当でようやく危機を脱した。同月、宮女たち、曹端妃、王寧嬪は謀叛罪で凌遅刑に処された。しかし後に、曹端妃と王寧嬪は冤罪だったことが判明する。この二人を寵愛していた嘉靖帝は、方皇后に対して複雑な感情を抱くようになった。
嘉靖26年11月18日（1547年12月29日）、崩じた。方皇后の住む宮殿で大規模な火災が発生し、皇后の寝室も炎に包まれるが、太監（宦官）たちから救出の助命を請うたに関わらずも、嘉靖帝は静かに燃え盛る宮殿を眺め、「彼女（方皇后）はかつて私の命を救ったが、私は彼女を救うことはしない」と呟いたと言い助けることはなかった。孝烈皇后の諡号を贈られた。嘉靖帝は自身の命を救った恩に報いて、元配（最初にめとった嫡妻、他の妻らより身分が高い）の礼で葬られた。以後、孝烈皇后が元配として扱われ、本来最初の皇后であった陳氏（孝潔皇后）は継妻の扱いを受けた。
嘉靖帝が崩御して隆慶帝が即位すると、孝潔皇后は嘉靖帝に廃されたのではなかったとの理由により、孝烈皇后は継妻に追降された。

## 伝記資料
- 『明世宗実録』
- 『明神宗実録』